# Liste der Bodendenkmale in Bad Schandau
In der Liste der Bodendenkmale in Bad Schandau sind die Bodendenkmale der Gemeinde Bad Schandau und ihrer Ortsteile nach dem Stand der Auflistung von Harald Quietzsch und Heinz Jacob aus dem Jahr 1982 aufgelistet. Eventuelle Änderungen und Ergänzungen, insbesondere aus der Zeit nach der Wende, sind nicht berücksichtigt, da für Sachsen aktuell keine neueren allgemein zugänglichen Bodendenkmallisten vorliegen. Die Baudenkmale sind in der Liste der Kulturdenkmale in Bad Schandau aufgeführt.
| Denkmal-ID | Fundart            | Ortsteil     | Bezeichnung                    | Zeitstellung    | Lage                                                                  | Bemerkungen | Bild |
| ---------- | ------------------ | ------------ | ------------------------------ | --------------- | --------------------------------------------------------------------- | --- | ---- |
| ?          | Befestigung > Burg | Ostrau       | Wehranlage „Neuer Wildenstein“ | Mittelalter     | östlich des Orts, Wildenstein, Kuhstall                               | Felsenbefestigung mit Abschnittsgraben                                                                             |      |
| ?          | Befestigung > Burg | Ostrau       | Wehranlage „Winterstein“       | Mittelalter     | östlich des Orts, Winterstein, hinteres Raubschloss                   | Felsenbefestigung                                                                                                  |      |
| ?          | besonderer Stein   | Porschdorf   | Steinkreuz                     | Spätmittelalter | nordwestlicher Ortsteil, bei Ringweg 32                               | Schutz seit 10. Mai 1972                                                                                           |      |
| ?          | Befestigung > Burg | Bad Schandau | Wehranlage „Schomberg“         | Mittelalter     | Bergsporn nördlich über dem Ort                                       | Durch Gürtelgraben und Abschnittsgräben befestigte Spornburg, künstliche Ruinenaufbauten, Schutz seit 10. Mai 1972 |      |
| ?          | Befestigung > Burg | Waltersdorf  | Wehranlage „Lilienstein“       | Mittelalter     | südwestlich des Orts auf dem Lilienstein, Westteil des Gipfelplateaus | Felsenburg |      |